# تندو سومرو
تندو سومرو (به انگلیسی: Tando Soomro) یک منطقهٔ مسکونی در پاکستان است که در ناحیه تندو الله‌یار واقع شده‌است. تندو سومرو ۱۱۲٬۳۳۵ نفر جمعیت دارد.